# Alfredo Salsano
Alfredo Salsano (Roma, 1939 – Torino, 24 aprile 2004) è stato uno storico, sociologo e curatore editoriale italiano.
È stato uno dei promotori dell'antiutilitarismo in Italia.

## Biografia
Animatore della cultura italiana ed internazionale dagli anni settanta fino alla sua morte, è vissuto tra Parigi e l'Italia, alternando la ricerca nei campi della storia, dell'economia e dell'antropologia. Le sue prime esperienze editoriali sono accanto al direttore editoriale della Laterza Enrico Mistretta, che lo assume come redattore, affidandogli soprattutto testi di storia e di sociologia. Dopo alcuni anni, si trasferisce a Parigi dove inizia a collaborare con Ruggiero Romano. È stato coordinatore editoriale della casa editrice Bollati Boringhieri.
Ha pubblicato numerose opere di carattere storico e tradotto numerosi saggi di autori francesi, collocabili nel filone della critica del determinismo economico liberista e del suo modello di sviluppo. A lui si devono, direttamente o indirettamente, le traduzioni delle opere di Latouche e Caillé, pubblicate da Bollati Boringhieri.
È stato un attento conoscitore della storia, collaborando dapprima alla Storia d'Italia, alla Enciclopedia Einaudi, e agli Annali Feltrinelli, nonché esperto della storia del pensiero socialista, ha curato a tal proposito la Antologia del pensiero socialista in 5 volumi (1979-1983).
Figura rara di intellettuale regista più attento alla promozione di un tessuto culturale che a giocare il ruolo dell'attore protagonista. Ha svolto il ruolo del catalizzatore culturale di fine novecento, attraverso il suo lavoro nelle case editrici Einaudi prima e Bollati Boringhieri poi, nonché attraverso un lavoro di vera e propria tessitura sociale di relazioni tra gli intellettuali europei di matrice storico sociale.
Pubblicando in italiano presso Einaudi, autori come Goffman, Bauman, Goody, solo per citarne alcuni, ha contribuito ad ampliare l'orizzonte culturale italiano nella seconda parte del novecento.
Ha lavorato alla nascita e allo sviluppo del Movimento Mauss in Francia prima, ed in Italia poi, attraverso la promozione delle opere di Karl Polanyi e del pensiero antropologico ed economico a lui affine, cioè l'economia istituzionale e l'antropologia economica.

## Opere
- Salsano A., Ingegneri e politici, Einaudi 1987, ISBN 88-06-59469-9
- Salsano A., "Il Sogno di Diderot. Sull'Enciclopedia", Editore Il Lavoro editoriale, Ancona, 1986,
- Salsano A., "L'altro corporativismo. Tecnocrazia e managerialismo tra le due guerre", Editore Il Segnalibro, 2003, ISBN 88-89617-12-8
- Salsano A., "Il dono nel mondo dell'utile", Bollati Boringhieri, 2008, ISBN 978-88-339-1880-8

## Opere curate da Alfredo Salsano
- Salsano A., "Antologia del pensiero socialista", Editori Laterza, 1981-1983, ISBN 88-420-2274-8
- H.Bente, N.I.Bucharin, "Inefficienza economica organizzata", Einaudi trad.it. 1987, ISBN 88-06-59501-6
- Karl Polanyi, "La libertà in una società complessa", Editore: Bollati Boringhieri, 1987, ISBN 88-339-0416-4
- Georges Sorel, "Le illusioni del progresso", Bollati Boringhieri, 1993
- Caillé A., Salsano A., "Mauss. Movimento antiutilitarista nelle scienze sociali / Quale «altra mondializzazione»?", Editore: Bollati Boringhieri, 2004, ISBN 88-339-1539-5
- Georges Bataille, "Le lacrime di Eros", Editore: Bollati Boringhieri, 2004

## Introduzioni curate da Alfredo Salsano
- Karl Polanyi, "Il Dahomey e la tratta degli schiavi", Einaudi, trad.it. 1987, ISBN 88-06-59391-9
- Karl Polanyi, "La grande trasformazione", Einaudi, trad.it. 1974, ISBN 88-06-39354-5
- Georges Sorel, "Le illusioni del progresso", Bollati Boringhieri, trad.it. 1993

## Traduzioni
- Zygmunt Bauman, "Memorie di classe", Einaudi, trad.it. 1987, ISBN 88-06-59866-X
- Alain Caillé, "Mitologia delle scienze sociali", Bollati Boringhieri, trad.it. 1987, ISBN 88-339-0437-7
- Alain Caillé, "Critica della ragione utilitaria", Bollati Boringhieri, trad.it. 1991, ISBN 88-339-0581-0
- Serge Latouche, "La megamacchina", Bollati Boringhieri, trad.it. 1995, ISBN 88-339-0919-0
- Serge Latouche, "L'altra africa. Tra dono e mercato", Edizioni Bollati Boringhieri, 1997, ISBN 88-339-1045-8
- Gilbert Rist, "Lo sviluppo, Storia di una credenza occidentale", Edizioni Bollati Boringhieri, 1997, ISBN 88-339-1038-5
- Daniel Mothé, "L'utopia del tempo libero", Edizioni Bollati Boringhieri, 1998, ISBN 88-339-1073-3
- Jean-Louis Laville, "L'economia solidale", Edizioni Bollati Boringhieri, 1998, ISBN 88-339-1072-5